# Pseuderia pauciflora
Pseuderia pauciflora är en orkidéart som beskrevs av Rudolf Schlechter. Pseuderia pauciflora ingår i släktet Pseuderia och familjen orkidéer. Inga underarter finns listade i Catalogue of Life.